# Eric Lefebvre
Eric Lefebvre, né le 10 juin 1971 à Victoriaville, est un homme d'affaires et homme politique québécois.
Il est député d'Arthabaska à l'Assemblée nationale du Québec de 2016 à 2024 sous la bannière de la Coalition avenir Québec et de 2024 à 2025 à titre de député indépendant. Il est whip en chef du gouvernement Legault du 2018 à 2024.
Devenu indépendant en attendant le déclenchement des élections fédérales, lors desquelles il est élu député conservateur à la Chambre des communes du Canada dans la circonscription fédérale de Richmond—Arthabaska.

## Biographie

### Études et carrière
En 1995, il obtient un baccalauréat en éducation physique de l'Université du Québec à Trois-Rivières.
En 1999, il fonde le pub Le Caméléon à Victoriaville. Il est conseiller municipal de cette municipalité de 2001 à 2009. Toujours à Victoriaville, il est président de la Société de développement commercial du centre-ville ainsi que président fondateur de la Fondation Christian-Larochelle.
Candidat aux élections fédérales de 2008 dans Richmond—Arthabaska pour le Parti conservateur du Canada, il termine deuxième, largement devancé par le bloquiste André Bellavance. Il est candidat au poste de maire de Victoriaville l'année suivante mais est encore deuxième, sèchement battu par Alain Rayes. Il quitte alors la politique en se donnant dix ans avant de retoucher à ce milieu.
De 2011 à 2017, il est président et directeur général de Chevrons Vigneault, une entreprise de Saint-Ferdinand produisant des poutres et employant une dizaine de personnes.

### Député à l'Assemblée nationale du Québec

#### 41elégislature
En 2016, alors que la députée Sylvie Roy meurt brusquement en cours de mandat, il est approché par la Coalition avenir Québec pour tenter de reprendre la circonscription.
Investi par le parti, il est élu député lors de la partielle de l'élection partielle du 5 décembre 2016 en devançant très largement son adversaire libéral. Membre du deuxième groupe d'opposition à l'Assemblée nationale, on lui confie trois mandats le 24 janvier 2017, soit celui de porte-parole en matière de développement économique régional, en matière de ressources naturelles et finalement pour les régions de l’Abitibi-Témiscamingue, de la Côte-Nord et du Nord-du-Québec. Il devient également membre de la Délégation de l’Assemblée nationale pour les relations avec les institutions européennes, de la Délégation de l’Assemblée nationale pour les relations avec les États-Unis et de la Section du Québec de l’Association parlementaire Ontario-Québec. Du 7 février 2017 au 23 août 2018, il siège à la Commission de l’économie et du travail. Le 26 octobre 2017, le rôle de porte-parole du deuxième groupe d’opposition en matière de forêts s'ajoute à ses tâches.

#### 42elégislature
Il est réélu très majoritairement avec 62 % des voix lors des élections générales de 2018. Le 18 octobre 2018, il est nommé whip en chef du gouvernement par le premier ministre François Legault. Il est également nommé membre de la Commission de l’Assemblée nationale et de la Sous-commission de la réforme parlementaire. Il intègre le Bureau de l’Assemblée nationale le 4 décembre 2018. Le 28 février 2019, il devient membre du comité consultatif de la diplomatie parlementaire. Le 22 octobre 2019, il devient vice-président de la Section du Québec de l’Assemblée parlementaire de la Francophonie (APF) et vice-président et rapporteur de la Commission politique de l’APF.

#### 43elégislature
Lors des élections générales de 2022, il est réélu pour un troisième mandat. Il récolte de nouveau la majorité des votes avec 52 % des voix bien que sa majorité diminue. Il conserve son poste de whip en chef dans le nouveau gouvernement jusqu’à son départ de la CAQ pour siéger comme indépendant le 16 avril 2024. Le 18 mars 2025, il démissionne de son poste de député pour se présenter lors des élections fédérales de 2025 sous la bannière du Parti conservateur du Canada,.

### Député à laChambre des communes du Canada
Le 28 avril 2025, Eric Lefebvre est élu député à la Chambre des communes du Canada de la circonscription de Richmond—Arthabaska avec 22 206 voix (35,5 %), soit une avance de 1 577 voix sur son rival libéral Alain St-Pierre, consultant et fils de l'ancien maire de Victoriaville, Daniel St-Pierre,,.
Le 22 mai suivant, Pierre Poilievre nomme Eric Lefebvre ministre associé du cabinet fantôme responsable des finances.

## Résultats électoraux

### Provincial
|                                                                                               | Nom                     | Parti            | Nombre de voix | %      | Maj.   |
| --------------------------------------------------------------------------------------------- | ----------------------- | ---------------- | -------------- | ------ | ------ |
|                                                                                               | Eric Lefebvre (sortant) | Coalition avenir | 23 447         | 51,7 % | 12 260 |
|                                                                                               | Tarek Henoud            | Conservateur     | 11 187         | 24,7 % | -      |
|                                                                                               | Mario Beauchesne        | Parti québécois  | 4 538          | 10 %   | -      |
|                                                                                               | Pascale Fortin          | Québec solidaire | 4 179          | 9,2 %  | -      |
|                                                                                               | Luciana Arantes         | Libéral          | 1 702          | 3,8 %  | -      |
|                                                                                               | Trystan Martel          | Climat Québec    | 256            | 0,6 %  | -      |
| Total                                                                                         | Total                   | Total            | 45 309         | 100 %  |        |
| Le taux de participation lors de l'élection était de 74,1 % et 720 bulletins ont été rejetés. |                         |                  |                |        |        |

|                                                                                               | Nom                       | Parti                | Nombre de voix | %      | Maj.   |
| --------------------------------------------------------------------------------------------- | ------------------------- | -------------------- | -------------- | ------ | ------ |
|                                                                                               | Eric Lefebvre (sortant)   | Coalition avenir     | 25 640         | 61,8 % | 20 425 |
|                                                                                               | William Champigny-Fortier | Québec solidaire     | 5 215          | 12,6 % | -      |
|                                                                                               | Pierre Poirier            | Libéral              | 4 707          | 11,4 % | -      |
|                                                                                               | Jacques Daigle            | Parti québécois      | 3 897          | 9,4 %  | -      |
|                                                                                               | Lisette Guay Gaudreault   | Conservateur         | 968            | 2,3 %  | -      |
|                                                                                               | Jean-Charles Pelland      | Vert                 | 620            | 1,5 %  | -      |
|                                                                                               | Jean Landry               | Alliance provinciale | 418            | 1 %    | -      |
| Total                                                                                         | Total                     | Total                | 41 465         | 100 %  |        |
| Le taux de participation lors de l'élection était de 69,5 % et 791 bulletins ont été rejetés. |                           |                      |                |        |        |

|                                                                                               | Nom                | Parti                        | Nombre de voix | %      | Maj.  |
| --------------------------------------------------------------------------------------------- | ------------------ | ---------------------------- | -------------- | ------ | ----- |
|                                                                                               | Eric Lefebvre      | Coalition avenir             | 11 316         | 44 %   | 4 221 |
|                                                                                               | Luc Dastous        | Libéral                      | 7 095          | 27,6 % | -     |
|                                                                                               | Jacques Daigle     | Parti québécois              | 4 318          | 16,8 % | -     |
|                                                                                               | Guy Morin          | Conservateur                 | 1 210          | 4,7 %  | -     |
|                                                                                               | Sarah Beaudoin     | Québec solidaire             | 929            | 3,6 %  | -     |
|                                                                                               | Alex Tyrrell       | Vert                         | 543            | 2,1 %  | -     |
|                                                                                               | Émilie Charbonneau | Option nationale             | 160            | 0,6 %  | -     |
|                                                                                               | Christine Lavoie   | Parti indépendantiste (2008) | 115            | 0,4 %  | -     |
|                                                                                               | Suzanne Cantin     | Équipe autonomiste           | 58             | 0,2 %  | -     |
| Total                                                                                         | Total              | Total                        | 25 744         | 100 %  |       |
| Le taux de participation lors de l'élection était de 43,1 % et 265 bulletins ont été rejetés. |                    |                              |                |        |       |

### Municipal
| Candidats      | Vote   | %    |
| -------------- | ------ | ---- |
| Alain Rayes    | 10,807 | 62.8 |
| Eric Lefebvre  | 5,722  | 33.2 |
| Martin Talbot  | 524    | 3.0  |
| René Martineau | 161    | 0.9  |

## Sources et références
1. ↑  Pour tout le paragraphe « Élection partielle : Éric Lefebvre, caquiste ? », La Nouvelle Union, 12 septembre 2016, consulté le 13 décembre 2016.
2. ↑  « La CAQ mise sur Éric Lefebvre dans Arthabaska », La Nouvelle Union, 16 septembre 2016, consulté le 13 décembre 2016.
3. ↑  « Le caquiste Éric Lefebvre remporte Arthabaska », La Tribune, 5 décembre 2016, consulté le 13 décembre 2016.
4. 1 2  « Éric Lefebvre », sur Assemblée nationale du Québec (consulté le 12 avril 2022)
5. ↑  Alex Drouin, « Eric Lefebvre gagne dans Arthabaska pour une troisième fois », sur Mon Victo, 4 octobre 2022 (consulté le 21 avril 2023)
6. ↑  Marc-André Gagnon, « Eric Lefebvre quitte le caucus de la CAQ », sur journaldequebec.com, 16 avril 2024 (consulté le 16 avril 2024)
7. ↑  Fanny Lévesque, « Élections fédérales à venir: L’ex-caquiste Eric Lefebvre démissionne », La Presse,‎ 18 mars 2025 (lire en ligne, consulté le 18 mars 2025)
8. ↑  Thomas Laberge, La Presse Canadienne, « Le député d’Arthabaska Eric Lefebvre démissionne », sur La Tribune, 18 mars 2025 (consulté le 18 mars 2025)
9. ↑  Claude Thibodeau, « Richmond-Arthabaska : le Parti libéral du Canada mise sur Alain St-Pierre », sur La Nouvelle Union et L’Avenir de l’Érable, 27 mars 2025 (consulté le 10 juillet 2025)
10. ↑  Marc-André Gagnon, « Eric Lefebvre quitte le caucus de la CAQ », Journal de Québec,‎ 16 avril 2024 (lire en ligne, consulté le 18 mars 2025)
11. ↑  Alex Drouin, « Eric Lefebvre quitte la CAQ et sera candidat pour le Parti conservateur du Canada », sur Mon Victo, 17 avril 2024 (consulté le 18 mars 2025)
12. ↑  Claude Marquis, « Eric Lefebvre nommé ministre associé du Cabinet fantôme des finances », sur Mon Victo, 22 mai 2025 (consulté le 10 juillet 2025)
13. ↑  Élections Canada, « Résultats Élection fédérale canadienne de 2025 », sur enr.elections.ca (consulté le 16 mai 2025)
14. ↑  Élections Canada, « Résultats Élection fédérale canadienne de 2008 », sur elections.ca (consulté le 26 octobre 2022).
15. ↑  DGEQ, « Résultats élections Québec 2022 », sur electionsquebec.qc.ca (consulté le 26 octobre 2022)
16. ↑  DGEQ, « Résultats élections Québec 2018 », sur electionsquebec.qc.ca (consulté le 14 mai 2019)